# 金相敦
金 相敦（キム・サンドン、朝鮮語: 김상돈、1901年6月9日 - 1986年4月30日）は、日本統治時代の朝鮮および大韓民国の政治家、実業家。制憲・第3・4・5代韓国国会議員、第11代（初代公選）ソウル特別市長を歴任した。キリスト教徒。

## 経歴
黄海道載寧郡北栗面出身、本籍地はソウル市麻浦。載寧郡の漢文私塾を経て、私立普明学校卒。1921年に載寧公立農業学校卒、1925年または1926年に明治学院神学部卒、1928年または1930年にバークレーの太平洋宗教大学キリスト教社会事業科修了。1923年に載寧郡私立共明学校教員、1925年に朝鮮日報社員、1926年に在東京朝鮮基督教連合教会役員、1928年に在米韓人国民会教育部長をそれぞれ務めた後、1930年12月から1935年3月まで高陽郡延禧面で延禧牧場を創設・経営し、畜産・農耕に従事した。1935年4月に高陽郡長老会キリスト教会の講道師となり、同年12月に朝鮮基督教長老会総会農村部幹事を務めた。光復後は赤十字中央執行委員、ソウル基督教連盟副委員長、韓国民主党中央執行委員、ソウル市常任顧問、国軍援護会常任理事、新生活ソウル市本部副指導委員長、ソウル市畜産協会理事長、朝鮮日報社取締役（1950年）、京畿道労務調整委員長、反民族行為特別調査委員会副委員長（1951年）、海外留学奨励会会長、無所属の制憲国会議員、民主国民党・民主党所属の民議員、民主党中央訓練所長（1957年）、初代民選ソウル特別市長（1960年12月30日〜1961年5月16日）を務めた。5・16軍事クーデターが発生すると、政争法により政治活動が制限されたため、京畿道安養で隠居し、畜産業を営んだ。1969年の3選改憲の議論により政治活動を再開し、改憲反対闘争委員会顧問に推戴され、1970年に新民党に入党し、反政府闘争を展開したが、3選改憲が終わると朴正熙の長期政権は決定的になり、これに疑念を感じて1972年に米国へ移民した。
1986年4月30日、ロサンゼルスの自宅で老衰により死去。享年85。

## 政策・エピソード
カイゼル髭は特徴的である。
夫人との間に3男4女をもうけた。
麻浦区から4回も国会議員に当選した。そのためか、麻浦は「金相敦王国」と呼ばれたこともある。
1956年6月9日、李起鵬国会議長は金を正副議長選挙の監票委員に指名したが、金はこれに応じなかったという理由で、自由党所属の金声浩議員は「金相敦議員懲戒動議案」を発議した。金は即座に金声浩の「政府は多少違法をしても無妨だ」という発言を指摘し、発言の取り消しまたは謝罪を要求したため、結局金声浩は「金相敦議員懲戒動議案」を撤回した。これに対し、民主党の朴永鍾議員は「自由党は院内の3分の2以上の議席を占めており、軽率な議員懲戒動議と撤回は野党に対する高圧的な横暴」と批判した。
ソウル市長就任時の重点公約は浮浪児と乞食の一掃、市民の電力の確保、都心部の都市計画、ゴミと糞尿の処理であった。在任中は健全財政を図り、不正に一罰百戒を実施することで公職綱紀を確立した。また、都心部の交通量の分散や工場・倉庫の郊外移転政策を推進した。ただ、就任後の記者会見での「（市庁職員の）全員辞表提出」と就任式での「盗みだけをする（市庁職員）」という発言は市庁内で反発も買った。